# 프레드페리
프레드페리(영어: Fred Perry)는 일본의 디자이너 브랜드 의류 기업이다. 1951년 영국의 유명 테니스 선수였던 프레드 페리가 설립하였다. 1995년까지 프레드 페리가 소유권을 갖고 있었기에 영국의 기업이었으나, 프레드 페리의 사망 이후 그의 가족들이 일본 회사인 Hit Union에 소유권을 팔면서 일본의 기업이 되었다.

## 제품

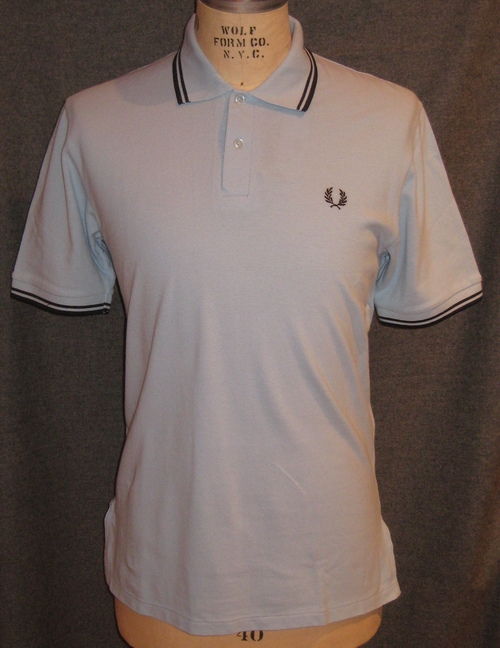
프레드 페리 폴로 셔츠

폴로 셔츠가 주된 제품이며, 그 외에도 벨트, 자켓, 그리고 신발을 제작 및 판매한다.